# Mala Hoča
Hoçë e Vogël en albanais et Mala Hoča en serbe latin (en serbe cyrillique : Мала Хоча) est une localité du Kosovo située dans la commune/municipalité de Rahovec/Orahovac et dans le district de Prizren/Prizren. Selon le recensement kosovar de 2011, elle compte 1 166 habitants, dont une majorité d'Albanais.
Selon le découpage administratif du Kosovo, la localité fait partie du district de Gjakovë/Đakovica.

## Démographie

### Évolution historique de la population dans la localité
| 1948 | 1953 | 1961 | 1971 | 1981  | 1991  | 2011  |
| ---- | ---- | ---- | ---- | ----- | ----- | ----- |
| 594  | 699  | 774  | 942  | 1 181 | 1 328 | 1 166 |

|  |